# Glen Ord
Glen Ord je skotská palírna společnosti United Distillers nacházející se ve vesnici Muir of Ord poblíž města Beauly v kraji Ross-shire, jež vyrábí skotskou sladovou malt whisky.

## Historie
Palírna byla založena v roce 1838 Robertem Johnstonem a Donaldem McLennanem a produkuje čistou sladovou malt whisky. Tato palírna stojí vedle sladovnického komplexu a všechny výrobní procesy se odehrávají na jediném patře. Glen Ord se jmenuje od roku 1982 dříve se prodávala pod názvem Ordie, jež měla zemito-kořenitou příchuť. Dnes, 90% produkce jde do míchaných Johnnie Walker and Dewar'sje a produkce single malt whisky značky Glenordie, jež se stáčí jako 12letá a 10letá whisky s obsahem alkoholu 40%. V této whisky je cítit příchuť po sherry.

## Produkce
- Glen Ord 12letá Decanter 0,7l, 43%